# Jarred Vanderbilt

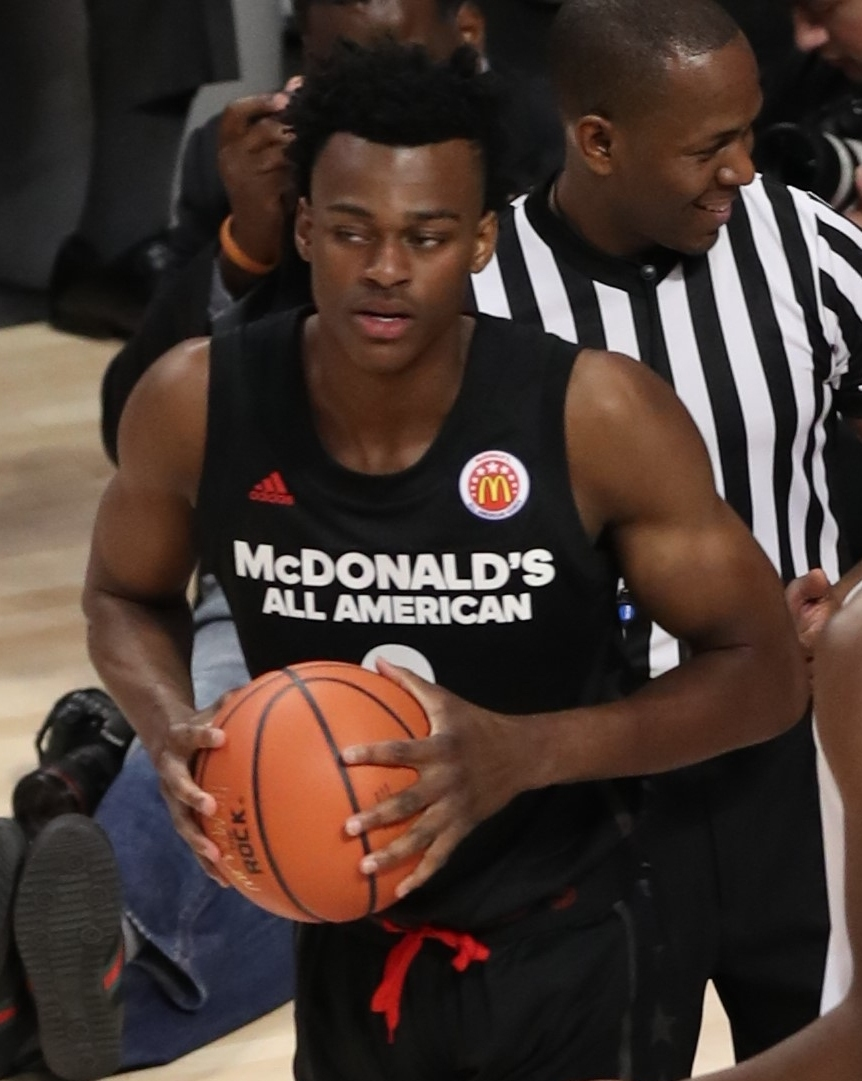
Jarred Vanderbilt, 2017.

Jarred Jakobi Vanderbilt, född 3 april 1999 i Houston i Texas, är en amerikansk professionell basketspelare (PF) som spelar för Los Angeles Lakers i National Basketball Association (NBA). Han har tidigare spelat för Denver Nuggets, Minnesota Timberwolves och Utah Jazz.
Vanderbilt draftades av Orlando Magic i andra rundan i 2018 års draft som 41:a spelare totalt.
Innan han blev proffs studerade Vanderbilt vid Ohio State University och spelade för deras idrottsförening Kentucky Wildcats.